# Elizabeth Street
Elizabeth Street (en español: Calle Isabel) es una calle en Manhattan, Nueva York, que va de norte a sur paralela y al oeste del  Bowery. La calle es una popular vía comercial en el barrio de Nolita en Manhattan.
La parte sur de Elizabeth Street fue construida en 1755 y fue extendida hacia el norte hasta Bleecker Street en 1816.
A finales del siglo XIX y principios del XX, Elizabeth Street estaba llena de edificios de inquilinato poblados por inmigrantes italianos haciendo de la calle parte de lo que fue el barrio Little Italy del bajo Manhattan. Sin embargo, para finales del siglo XX, muchos inmigrantes chinos se mudaron a Elizabeth Street, al sur de Kenmare Street, formando el barrio chino de Manhattan. La porción norte de la calle recorre los modernos barrios del Soho,  Nolita y, su última cuadra norte, NoHo.

## Edificio notables

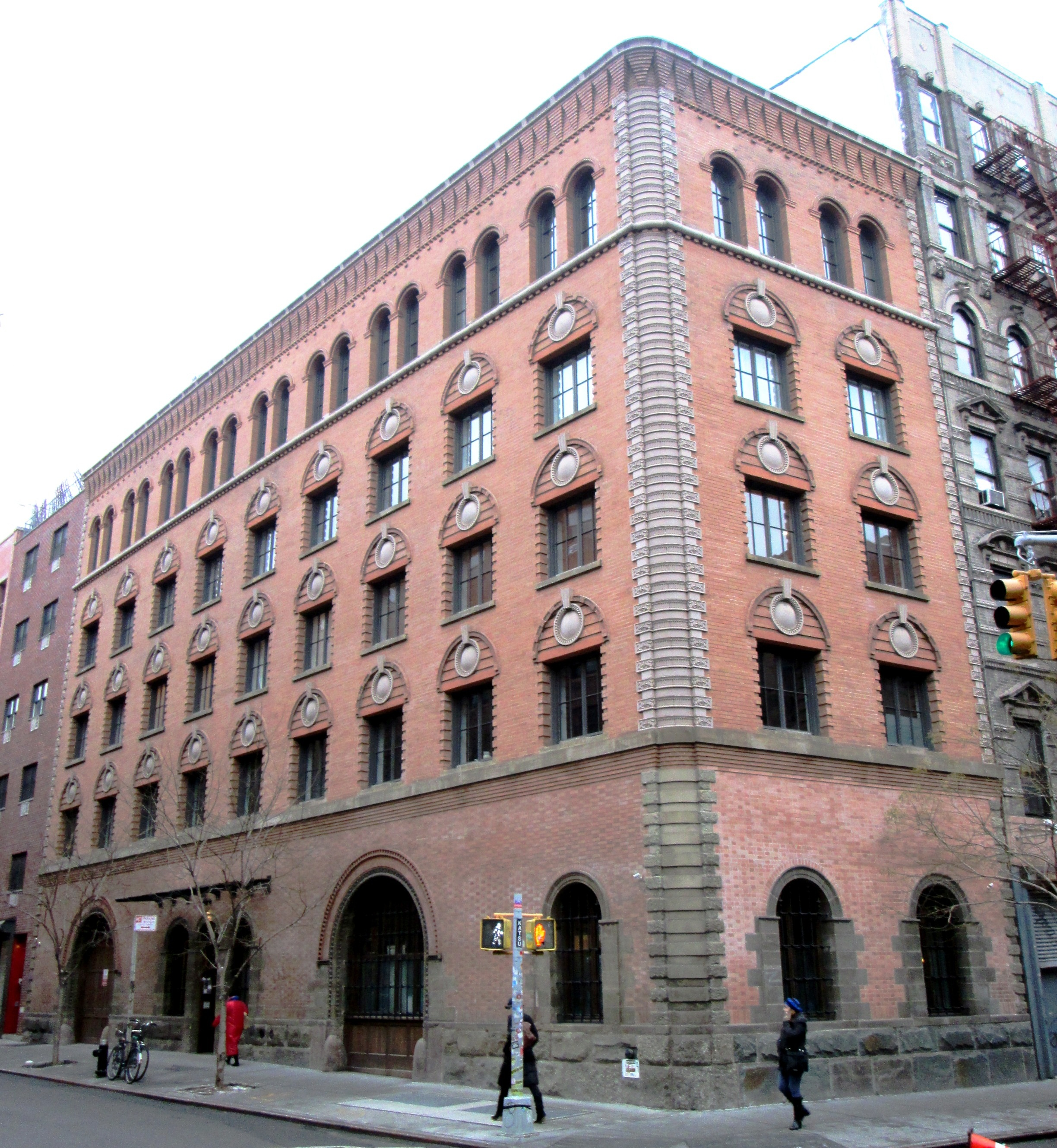
El Candle Building en la esquina de las calles Elizabeth y Spring

Elizabeth Street tien varios edificio notables incluyendo la New York Chinese School que sirve tanto a hablantes de cantonés como de mandarín; la iglesia Bautista "Fe en Dios" y el 5.º precinto del Departamento de Policía de Nueva York.
11 Spring Street, un antiguo establo y garaje de carruajes en la esquina de ésta calle con Elizabeth Street, fue construida en 1888. Alguna vez fue un famoso imán para los artistas del grafiti, quienes cubrieron el exterior del edificio con su arte. Cuando el edificio fue comprado para convertirlo en condominios, los constructores, en colaboración con el Colectivo Wooster, montaron un show dentro del edificio, invitando a grafiteros conocidos - muchos de los cuales habían trabajado en el exterior del edificio - para cubrir de grafiti los cinco pisos del interior del edificio. El show empezó en diciembre del 2006 por unos pocos días, antes de que se iniciara la conversión y los trabajos fueran cubiertos o destruidos. Antes de sus días como un lienzo de grafiti, el establo había sido la casa del empleado de la IBM John Simpson por 30 años. Simpson había llenado el edificio con mecanismos parecidos a Rube Goldberg y puso velas, excedentes de la Feria Mundial de 1964, en las ventanas, dándole al edificio su apodo de "Candle Building" (en español: "edificio de las velas").

## Negocios del barrio chino
Cerca del cuartel del quinto precinto del Departamento de Policía de Nueva York hubo un restaurante en el 20 Elizabeth Street llamado Jing Fong, que fue el restaurante chino más grande en el barrio por décadas. Vendía dim sum cantonés así como otros platos de la cocina cantonesa y la de Hong Kong. Era usualmente usado para banquetes, eventos culturales, fiestas y atraía también a clientes no asiáticos. Jing Fong se mudó a una ubicación mucho más pequeña en Centre Street en 2021 como resultado de la COVID-19 pandemic in New York City, perdiendo su reputación como el restaurante chino más grande del barrio.
En Elizabeth Street hay también tres mercados de comida cantonesa. Hong Kong Supermarket, en la esquina de las calles Hester y Elizabeth, es el supermercado cantonés más grande del barrio, con dos pisos, y vende artículos como comida seca, artículos refrigerados, mariscos frescos y carne, vegetales y frutas. Deluxe Food Market es un mercado más pequeño que cruza desde Elizabeth hasta Mott Street, entre las calles Hester y Grand, que vende principalmente carne y pescados y mariscos. Po Wing Hong Market es similar a una tienda regular que vende sólo comida seca y artículos refrigerados, pero también tiene un gran stand para la venta de productos a base de hierbas medicinales chinas.
Al costado del Quinto Precinto policial, hay un centro comercial de dos pisos de estilo cantonés con muchas variedades de pequeñas tiendas cantonesas. El centro comercial se llama Elizabeth Center. Atrae a muchos clientes cantoneses así como otros clientes chinos locales y de otros lugares incluyendo algunos clientes no asiáticos y visitantes. Ha sido durante mucho tiempo una atracción para jóvenes clientes descendientes de chinos debido a la significativa concentración de tiendas que venden muchas variedades de accesorios de moda de bajo costo así como productos con figuras de caricaturas incluyendo juguetes y figuras de acción. Había algunas tiendas de videojuegos en el pasado. En el 2018, el programa de TV corto de SinoVision llamado City Searchers tenía un segmento de 3 minutos acerca de este centro comercial y hacía las comparaciones a otros centros comerciales en Hong Kong y como era un viaje a la memoria para hongkoneses. Toda vez que este centro comercial de estilo Hong Kong está ubicado en la parte occidental del barrio chino de Manhattan de histórica predominancia cantonesa, el centro comercial se mezcla muy bien con el enclave cantonés creando fuertes semejanzas con las ciudades cantonés-parlantes de Hong Kong y Guangzhou.
Desde 1976, Eastern Bookstore ha estado ubicado en el segundo piso del 13-17 Elizabeth Street, que está justo en los altos de Elizabeth Center. Es la librería china más grande del barrio chino de Manhattan con la mayor cantidad de productos educacionales de la cultura china y otros productos para la comunidad china. Muchas variedades de libros en chino, incluyendo textos educativos de Hong Kong, Taiwán, y China continental están disponibles en esta tienda. Libros de idioma chino y de chino mandarín así como cantonés y dialecto de Hong Kong están disponibles en la librería. A diferencia de las librerías convencionales, Eastern Bookstore también vende muchas variedades de productos de la cultura china como regalos y accesorios así como productos de caligrafía china.